# حرف زنبقي
الحُرْف الزنبقي نوع نباتي يتبع جنس الحُرْف من الفصيلة الصليبية.